# Moteur à cycle variable

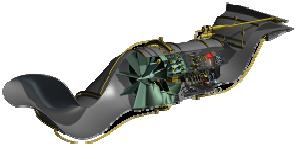
Vue en coupe d'un moteur ADVENT

Un moteur à cycle variable (MCV), également appelé moteur à cycle adaptatif (MCA), ou parfois en anglais Variable Cycle Engine (VCE), est un moteur à réaction d'avion, conçu pour fonctionner efficacement dans des conditions de vol mixtes (typiquement : subsonique, transsonique et supersonique).
La prochaine génération de transport supersonique (TSS, ou « SST » en anglais pour « supersonic transport ») pourrait nécessiter une forme de MCV. Pour réduire la traînée de l'avion en croisière supersonique, les moteurs TSS ont besoin d'une poussée spécifique élevée (poussée nette/écoulement d'air) afin de maintenir la section transversale du moteur à un minimum. Malheureusement, cela implique une vitesse de jet élevée non seulement en croisière supersonique, mais aussi au décollage, ce qui rend l'avion bruyant.
Un moteur à poussée spécifique élevée a une vitesse de jet élevée par définition, comme l'implique l'équation approximative suivante pour la poussée nette :
{\displaystyle F_{\text{n}}={\dot {m}}\left(V_{\text{jfe}}-V_{\text{a}}\right)}
où:
{\textstyle {\dot {m}}={\frac {d}{dt}}m,\,} est le débit massique d'admission
{\displaystyle V_{\text{jfe}},\,} est la vitesse du jet complètement expansé (dans le panache d'échappement)
{\displaystyle V_{\text{a}},\,} la vitesse de vol de l'avion.
En réorganisant l'équation ci-dessus, la poussée spécifique est donnée ainsi :
{\displaystyle {\frac {F_{\text{n}}}{\dot {m}}}=V_{\text{jfe}}-V_{\text{a}}}
Ainsi, pour une vitesse de vol 0 (nulle), la poussée spécifique est directement proportionnelle à la vitesse du jet.
Le Rolls-Royce/Snecma Olympus 593 de Concorde avait une forte poussée spécifique en croisière supersonique et à la puissance de décollage à sec. Cela seul aurait rendu les moteurs bruyants, mais le problème a été aggravé par la nécessité d'une faible postcombustion (réchauffage) au décollage (et d'accélération transsonique).
Un moteur à cycle variable supersonique devrait augmenter considérablement le débit d'air du moteur au décollage, pour réduire la vitesse du jet à une poussée donnée (c'est-à-dire une poussée spécifique inférieure).

## Exemples de concept

### Moteur à soufflantes en tandem
Le moteur à soufflantes en tandem (« tandem fan engine » en anglais) est un concept de moteur à cycle variable supersonique. Le turboréacteur est équipé de deux soufflantes, toutes deux montées sur l'arbre basse pression, éloignées axialement l'une de l'autre.
En vol normal, le moteur est en mode « série », le flux sortant de la soufflante avant passe directement dans la deuxième soufflante, le moteur se comportant un peu comme un turboréacteur classique. Pour le décollage, la montée, la descente finale et l'approche, la soufflante avant est autorisée à se décharger directement à travers une tuyère auxiliaire située sous la nacelle du groupe motopropulseur. Des prises d'air auxiliaires sont ouvertes de chaque côté du groupe motopropulseur, permettant à l'air d'entrer dans la soufflante arrière et de progresser dans le reste du moteur. Le fonctionnement des soufflantes dans ce mode parallèle augmente considérablement le débit d'air total du moteur à une poussée, ce qui se traduit par une vitesse de jet plus faible et un moteur plus silencieux.
Dans les années 1970, Boeing modifia un Pratt & Whitney JT8D en une configuration de soufflantes en tandem et démontra avec succès le passage d'un fonctionnement en série à un fonctionnement en parallèle (et vice versa) avec le moteur en marche, bien qu'à puissance partielle.
Dans le concept de soufflantes en tandem intermédiaire (« mid tandem fan »), une soufflante à un étage à débit spécifique élevé est située entre les compresseurs haute pression (HP) et basse pression (BP) d'un cœur de turboréacteur. Seul l'air de dérivation est autorisé à passer à travers la soufflante, le flux de sortie du compresseur BP passant par des passages spéciaux à l'intérieur du disque de la soufflante, directement sous les pales du rotor de la soufflante. Une partie de l'air de dérivation pénètre dans le moteur via une admission auxiliaire. Pendant le décollage et l'approche, le moteur se comporte un peu comme un turboréacteur civil normal, avec un niveau de bruit de jet acceptable (c'est-à-dire une faible poussée spécifique). Cependant, en croisière supersonique, les aubes directrices à admission variable de la soufflante et la fermeture de l'admission auxiliaire minimisent le débit de dérivation et augmentent la poussée spécifique. Dans ce mode, le moteur agit plus comme un turboréacteur "fuyant" (par exemple le F404).

### Autres concepts
Dans le concept de turboréacteur à flux mixte avec éjecteur (« mixed-flow turbofan with ejector »), un moteur à faible taux de dilution est monté devant une longue conduite, appelée éjecteur. Ce dispositif silencieux se déploie lors du décollage et de l'approche. Les gaz d'échappement du turboréacteur induisent un écoulement d'air supplémentaire dans l'éjecteur via une prise d'air auxiliaire, réduisant ainsi la poussée spécifique et la vitesse moyenne du jet de l'échappement final. La conception à flux mixte n'a pas les avantages de la conception de la soufflante en tandem intermédiaire en termes d'efficacité à basse vitesse, mais elle est considérablement plus simple.
L'architecture à trois-flux est une solution qui émerge en particulier pour les moteurs d'avions de chasse. Dans celle-ci, un troisième flux de dérivation peut être utilisé pour augmenter le taux de dérivation lorsque l'efficacité énergétique est requise et on peut aussi ajouter un flux d'air supplémentaire dirigé vers le cœur pour une plus grande puissance. Dans le cadre du programme Versatile Affordable Advanced Turbine Engines (VAATE), l'US Air Force et des partenaires industriels ont développé ce concept dans le cadre de l'Adaptive Versatile Engine Technology (ADVENT) et du démonstrateur de technologie de moteur adaptatif (AETD) et du programme de transition de moteur adaptatif (AETP). Des exemples de moteurs à trois flux incluent le General Electric XA100 et le Pratt & Whitney XA101, ainsi que le système de propulsion pour la Next Generation Air Dominance (NGAD) qui était en développement (en 2017) dans le cadre du programme Next Generation Adaptive Propulsion (NGAP).

## Application pour les avions de combat
L'approche de moteur à cycle variable est particulièrement intéressante pour les avions de combat. Les concepteurs doivent normalement faire un compromis sur la poussée spécifique du moteur : s'ils choisissent une poussée spécifique élevée, la consommation spécifique de carburant de réchauffage sera très bonne, mais la consommation spécifique sèche sera médiocre. Une poussée spécifique élevée implique un rapport de pression de la soufflante élevé, ce qui indique une température de tuyère élevée en puissance sèche : l'augmentation de poussée en réchauffage est relativement faible. Par conséquent, les niveaux de poussée à sec et en réchauffage sont bons. L'inverse est vrai pour un moteur à faible poussée spécifique ; c'est-à-dire, mauvaise consommation spécifique de réchauffage, bonne consommation spécifique sec et étranglé, bon boost de poussée de réchauffage et, par définition, faible poussée sèche et réchauffée.
Un moteur à forte poussée spécifique favoriserait un appareil nécessitant une bonne durée en combat « réchauffé », mais il serait pénalisé sur la plage disponible en puissance sèche. En revanche, un moteur à faible poussée spécifique, favoriserait un avion ayant besoin d'une longue portée en puissance sèche, mais compromettrait le temps passé en combat « réchauffé ». Ainsi, les concepteurs de moteurs doivent souvent faire un compromis sur la poussée spécifique du moteur. Le moteur à cycle variable de combat idéal aurait une poussée de réchauffage élevée couplée à une bonne consommation spécifique de réchauffage, associé à un moteur à poussée spécifique élevée, mais aurait la faible consommation spécifique d'un moteur à faible poussée spécifique en puissance sèche et ralenti.
À la fin des années 1980, General Electric (GE) développe un moteur à cycle variable, connu sous le nom de GE37 ou General Electric YF120, pour la compétition entre les avions de combat YF-22 et YF-23. GE utilisa une soufflante à double dérivation/hybride, mais à ce jour l'entreprise n'a jamais révélé précisément comment le concept fut exploité commercialement. Bien que le YF120 ait été un bon moteur (voire peut-être meilleur) lors du décollage, l'USAF a fait preuve de prudence et a choisi le Pratt & Whitney F119 plus conventionnel comme moteur pour la production du Lockheed Martin F-22 Raptor.
Le Boeing F-47 sera propulsé par ce type de réacteur, le Next Generation Adaptive Propulsion (NGAP),. GE Aerospace (projet XA102) et Pratt & Whitney (projet XA103) sont en compétition, et passent leur revue de conception début 2025.